# Pierre de Marsan
Pierre de Marsan († 30 août 1163) est vicomte de Marsan, et comte de Bigorre de 1129 à 1163. Il est à l'origine de la fondation de Mont-de-Marsan, entre 1133 et 1141. Comptant parmi les plus grands seigneurs de Gascogne de son temps, il est l'ancêtre au seizième degré du roi de France Henri IV.

## Famille
Pierre de Marsan est le fils de Loup Anarius, vicomte de Marsan. Sa mère est la vicomtesse Garsie. Il épouse Béatrix II de Bigorre, avant 1129. Il hérite de son père du titre de vicomte de Marsan et par son alliance matrimoniale, il prend le titre de comte de Bigorre et seigneur d'une partie de Saragosse au décès de son beau-père.
Le couple formé par Pierre et Béatrix donne naissance à :
- Centulle III (né vers 1130 † 1178), comte de Bigorre et vicomte de Marsan
- Rubea (c'est-à-dire Rouge) également connue sous le nom de Rose-Blanche de Marsan (née vers 1131), épouse de Bohémond, comte d'Astarac vers 1150[1], [3].

## Patronyme
Pierre de Marsan est parfois désigné sous le nom de Pierre de Lobaner (ou Laubaner). Ceci résulte de la contraction du nom de son père Loup Aner. Le Moyen Âge a en effet parfois pour habitude de nommer les hommes par leur prénom suivi de celui de leur père. Pierre, fils de Loup Aner, a donné Pierre de Lobaner mais ceci n'est pas son patronyme, qui est bien Pierre de Marsan.

## Biographie
La date de naissance de  Pierre de Marsan n'est pas attestée mais se situe vraisemblablement entre 1105 et 1108. Il vient au monde dans une Aquitaine unie depuis 1063 sous la seule autorité de son duc. Il est, avec son petit-cousin Arnaut-Guilhem de Marsan, coseigneur de Roquefort, bourg castral gascon où sont établis les vicomtes dans leur château de Marsan.
On ignore la date du décès de son père et de son accession au titre de vicomte de Marsan. La vicomté de Marsan dont il hérite est un territoire de 130 000 hectares, qui a déjà atteint la taille qui sera la sienne au XIIIe siècle. Il prend possession également du comté de Bigorre au décès de son beau-père en 1129 et qui est séparé du Marsan par la vicomté de Béarn, du Tursan et le sud du comté d'Armagnac.
Le père de son épouse, le comte Centulle II de Bigorre et le frère de celui-ci, le comte Gaston IV de Béarn, dit le croisé, étaient très liés au roi Alphonse Ier d'Aragon, dit le batailleur. Une charte de ce dernier datée du 26 octobre 1130 qualifie Pierre de Marsan de comte de Bigorre et de seigneur de Saragosse.
Entre 1133 et 1141, Pierre fonde la ville de Mont-de-Marsan autour du château vicomtal dont il fait le nouveau centre politique de sa vicomté. Il y tient sa cour avec sa famille et ses proches vassaux, qu'il rétribue de leurs services en leur octroyant des fiefs. Il rend la justice, prend conseil de vassaux laïques ou ecclésiastiques et maintient la paix sur ses terres.
Les différents actes parvenus jusqu'à nous montrent que Pierre de Marsan est en tout point conforme à ce que doit être un grand seigneur et chevalier du XIIe siècle : loyal à son suzerain, intransigeant sur le respect que lui doivent ses vassaux, bienfaiteur de l'Église catholique et protecteur des populations placées sous son autorité.
Il soumet plusieurs vassaux révoltés, dont Raymond Garcia, vicomte de Lavedan, dont il assiège le château. La Bigorre étant régulièrement attaquée par les Béarnais, il autorise les habitants de Vic-en-Bigorre à construire un château de défense.
Il est connu pour l'affaire de Bougue : en 1116, le duc Guillaume IX d'Aquitaine donne à l'abbaye de La Sauve-Majeure l'église de Bougue, siège d'une sauveté. Or pendant vingt ans, l'abbaye ne parvient pas à en prendre possession, les seigneurs de Bougue refusant de lui remettre les clefs de l'église et les terres qui s'y rattachent. En 1135, le duc d'Aquitaine fait intervenir le vicomte et lui demande de marcher sur Bougue, ce qu'il fait avec ses vassaux à cheval et en armure. Les seigneurs de Bougue  doivent céder et rendent les biens usurpés à  l'abbaye.
Il fonde l'abbaye  Saint-Jean de la Castelle en 1140. Le 7 février 1148, il est cité avec son épouse et son fils dans un acte de donation d’une ferme agricole qu’ils font en faveur de l’Ordre du Temple.
Pierre de Marsan décède le 30 août 1163, comme l'atteste le registre de l'abbaye Saint-Jean de la Castelle qu'il avait fondée.

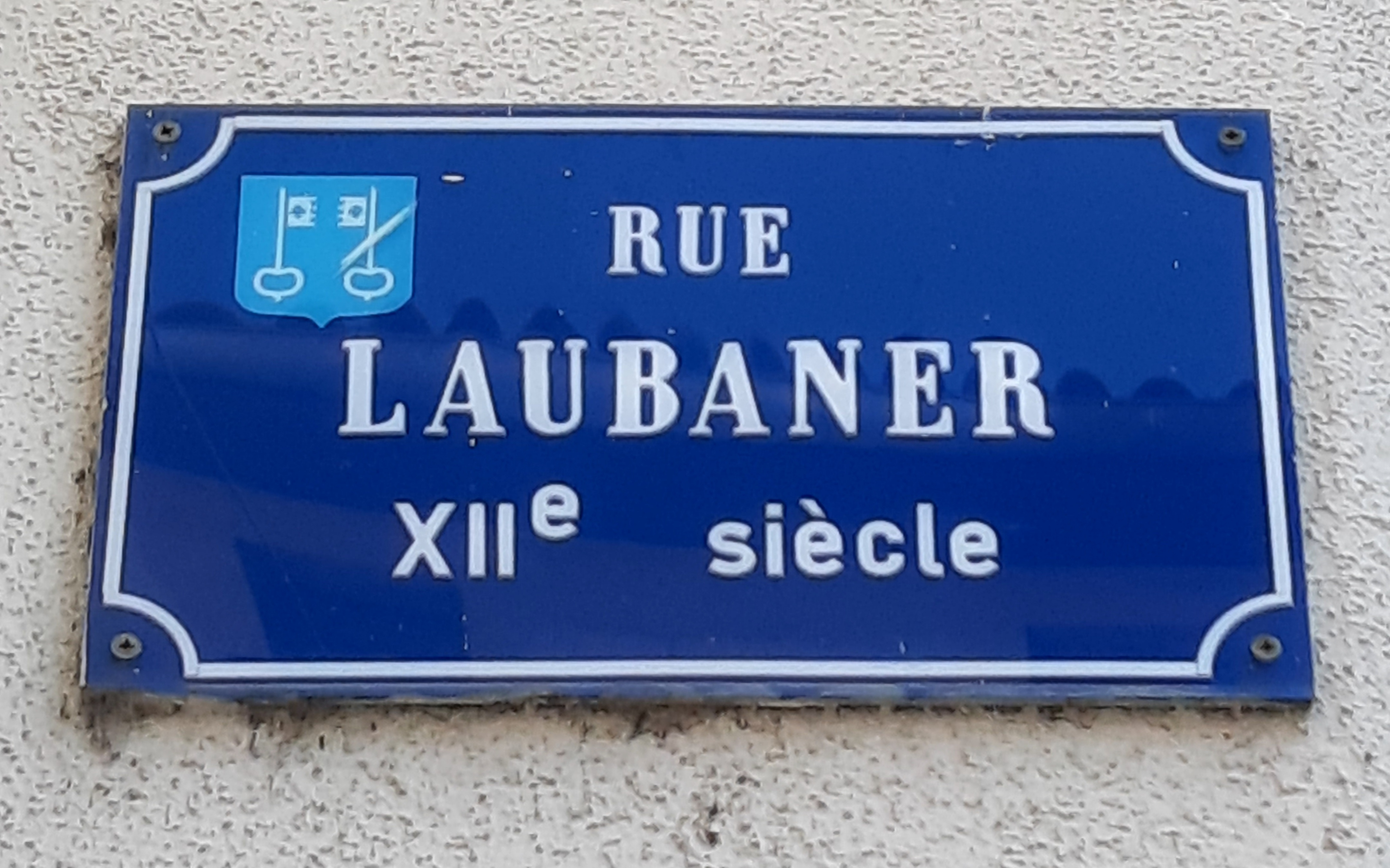
Panneau de la rue Laubaner à Mont-de-Marsan, ainsi nommée en hommage à Pierre de Marsan. Le panneau est orné du blason de Mont-de-Marsan